# Código de Trabajo (República Dominicana)
El 'Código de Trabajo de la República Dominicana es un documento por el que se rige la ley laboral dominicana, llevado a Cabo por una comisión redactora del trabajo. Creado bajo la ley 16-94 promulgada el 27 de enero de 1982.

## Objetivo
Este código tiene por objeto fundamental, regular los derechos y obligaciones de Empleados y empleadores, trabajadores y proveer los medios, conciliar sus respectivos intereses, y definir el contrato de trabajo, aquel por el cual una persona se obliga mediante una retribución, a prestar un servicio personal a otra, bajo la dependencia y dirección inmediata o delegada de ésta.